# Пранґлі
Пранґлі (ест. Prangli) — острів біля північного узбережжя Естонії у Фінській затоці в Віймській волості (муніципалітеті) повіту Гар'юмаа. Площа острова становить 6,62 км² і це 13-й за величиною острів Естонії. Пранґлі — єдиний острів на півночі Естонії, який постійно заселений з 13 ст. Також на даний момент це єдиний постійно населений острів в муніципалітеті Віймсі — тут проживає 169 жителів (2017) у трьох селах: Келназе, Ідаотса та Ляанеотса. Хоча острів входить до муніципалітету він має певну ступінь самоврядування.
На острові розташована лютеранська церква Лаврентія. Також діє школа (побудована в 1900), магазин, медичний пункт, поштове відділення, народний дім, бібліотека, ресторан та музей острова. Сполучення з материком через порт Келназе.

## Географія

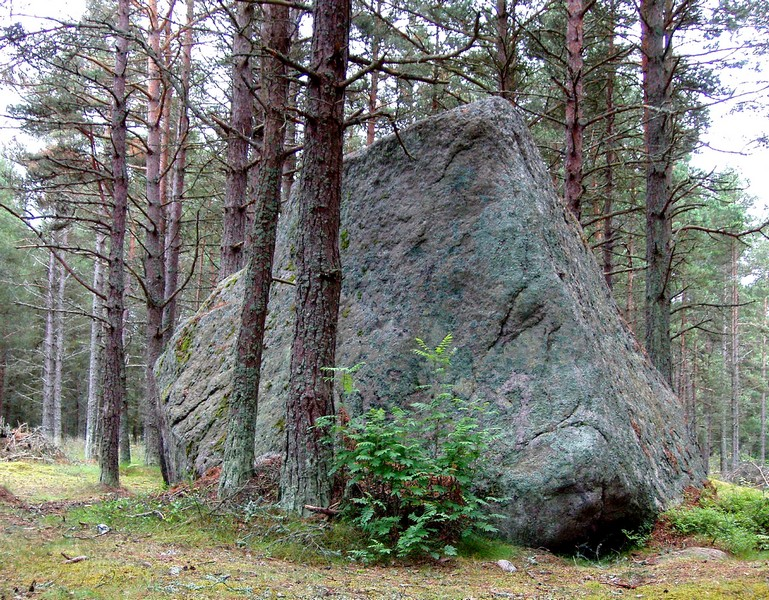
Камінь орла

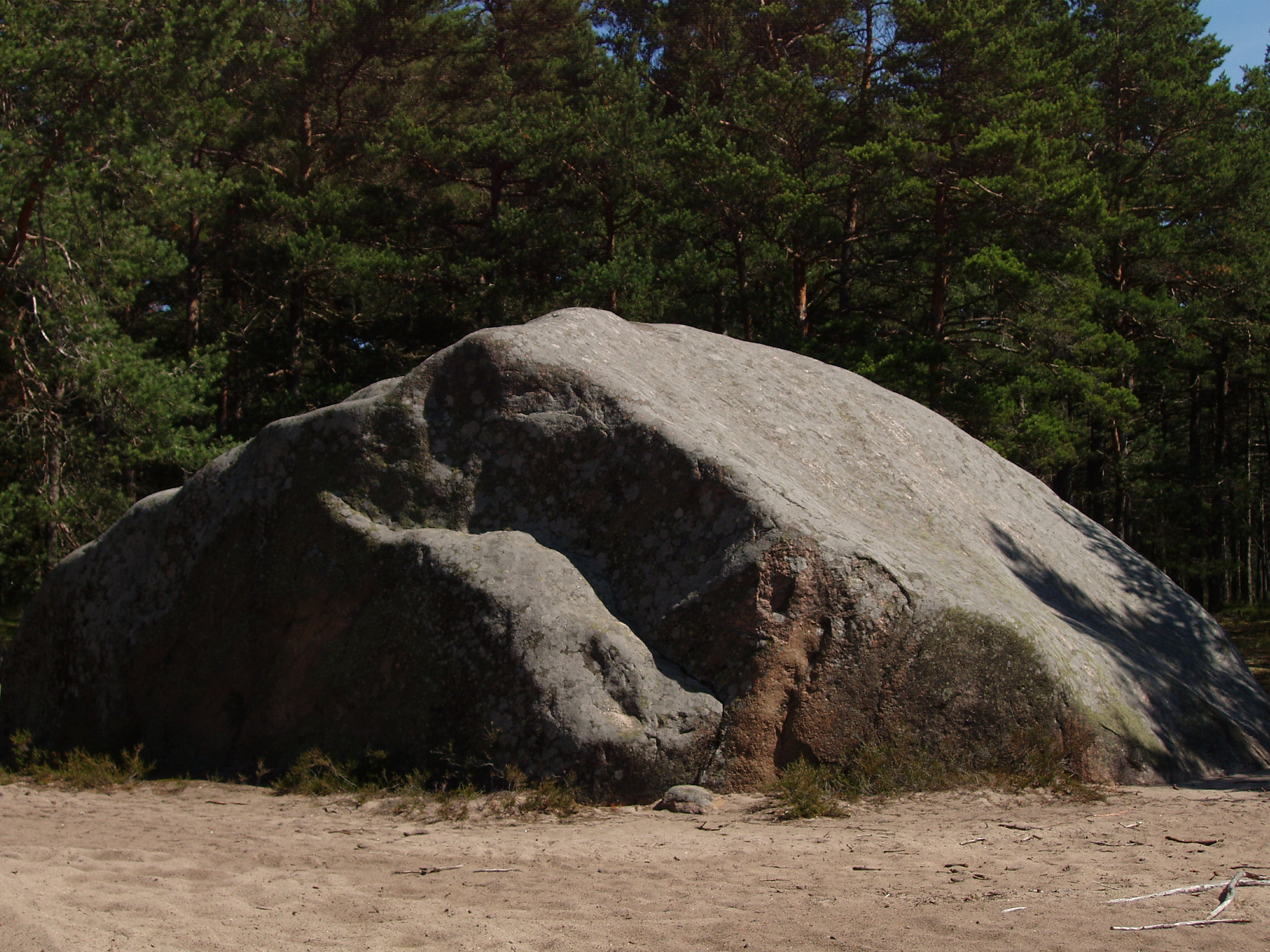
Червоний камінь

Пранґлі розташований на відстані 9 кілометрів від материкової частини Естонії — півострова Віймсі. В найширшому місці довжина острова становить 5,75 км. Ґрунти в основному з валунної глини (морени). Береги острова скелясті на заході та піщані на сході. На острові знаходяться кілька валунів, найбільші з яких Камінь орла та Червоний камінь.

## Історія
Острів Пранґлі піднявся із дна моря приблизно 3,5 тис. р. тому. Острів вперше згадується в історичних джерелах у 1387 як Ранго. В тексті йдеться про надання прав на риболовлю біля острова, однак не вказується, був острів населений, чи ні. Острів імовірно був населений балтійськими (прибережними) шведами наприкінці 13 ст.